# Aleksandra Shchekoldina
Aleksandra Eduardovna Shchekoldina (em russo:Алекса́ндра Эдуа́рдовна Щеко́лдина; 11 de julho de 2002) é uma ginasta artística russa. Ela é campeã júnior russa de 2016 no salto e medalhista de prata na competição por equipes, no individual geral e na trave.

## Carreira na ginástica

### 2019
Shchekoldina foi nomeada para a equipe russa para os jogos europeus de 2019 ao lado de Angelina Melnikova e Anastasia Ilyankova. Na rodada de qualificação, Shchekoldina competiu em todos os quatro eventos e se classificou para a final geral no nono lugar com a pontuação total de 51,565. Na final, ela totalizou 52,365 e terminou em quinto.
Em julho, Shchekoldina foi treinar em Tóquio por uma semana com a equipe nacional russa em preparação para os Jogos Olímpicos de Verão de 2020. Outros presentes incluíram a bicampeã olímpica Aliya Mustafina.
Logo após a conclusão da Copa da Rússia, Shchekoldina foi nomeada para a equipe nominativa para o Campeonato Mundial de Ginástica Artística de 2019 em Stuttgart ao lado de Angelina Melnikova, Daria Spiridonova, Lilia Akhaimova, Anastasia Agafanova e a reserva Angelina Simakova (mais tarde substituída por Maria Paseka). Enquanto estava lá, ela ajudou a Rússia a ganhar a medalha de prata atrás dos Estados Unidos.

### 2020
Em novembro, Shchekoldina competiu no Concurso de Amizade e Solidariedade em Tóquio. Ela estava na equipe solidária que ganhou o ouro.

## Principais resultados
| Ano                    | Evento                              | Equipe           | AA  | Salto sobre o cavalo. | Trave. | Barras assimétricas. | Solo. |
| ---------------------- | ----------------------------------- | ---------------- | --- | --------------------- | ------ | -------------------- | ----- |
| 2019                   | Campeonato Nacional                 | 5º               | 8º  |                       |        |                      |       |
| 2019                   | Desafio da Equipe DTB               | Medalha de prata |     |                       |        |                      |       |
| 2019                   | Campeonato Mundial                  | Medalha de prata |     |                       |        |                      |       |
| Arthur Gander Memorial |                                     | 5º               |     |                       |        | Medalha de prata     |       |
| 2020                   | Encontro de Amizade e Solidariedade | Medalha de ouro  |     |                       |        |                      |       |
| 2021                   | Campeonato Nacional                 | 9º               | 12º | 8º                    |        |                      |       |